# ユダの揺籠
ユダの揺籠（ゆだのゆりかご、Judas Cradle）とは中世ヨーロッパで行われた拷問。

## 拷問方法
犠牲者は裸にされ、手を後ろに紐で拘束される。その後、胸に紐を交差するように掛け、後ろの手を拘束する。さらに上半身、足を紐で吊す。
ここまでの手順が終わるとついに拷問が始まる。
露出した肛門を三角錐の台の上に置いて肛門に刺さるようにする。そして数日間放置され犠牲者は地獄の苦しみを味わう。

## 処刑としてのユダのゆりかご
ユダのゆりかごは処刑としてもつかわれることがある。前述した拷問の手順で台の上には鋭い針が置かれ、犠牲者は肛門から裂ける。一般的にこの処刑方法は魔女の楔と呼ばれ、主に女性に対して使われた。
| サブスタブ | この項目は、まだ閲覧者の調べものの参照としては役立たない、書きかけの項目です。この項目を加筆・訂正などしてくださる協力者を求めています。このテンプレートは分野別のサブスタブテンプレートやスタブテンプレート（Wikipedia:分野別のスタブテンプレート参照）に変更することが望まれています。 |

ユダのゆりかごは、キリシタンを改宗するために日本でも使われていた。日本のユダのゆりかごには、足に石がくくりつけられ、体重+石の重さで床が血だらけになる。日本のユダのゆりかごの酷さはそれだけではなく、数人で揺すったり、棒で股を殴ったりしていた。